# جي أو بي (أوراق لف السجائر)

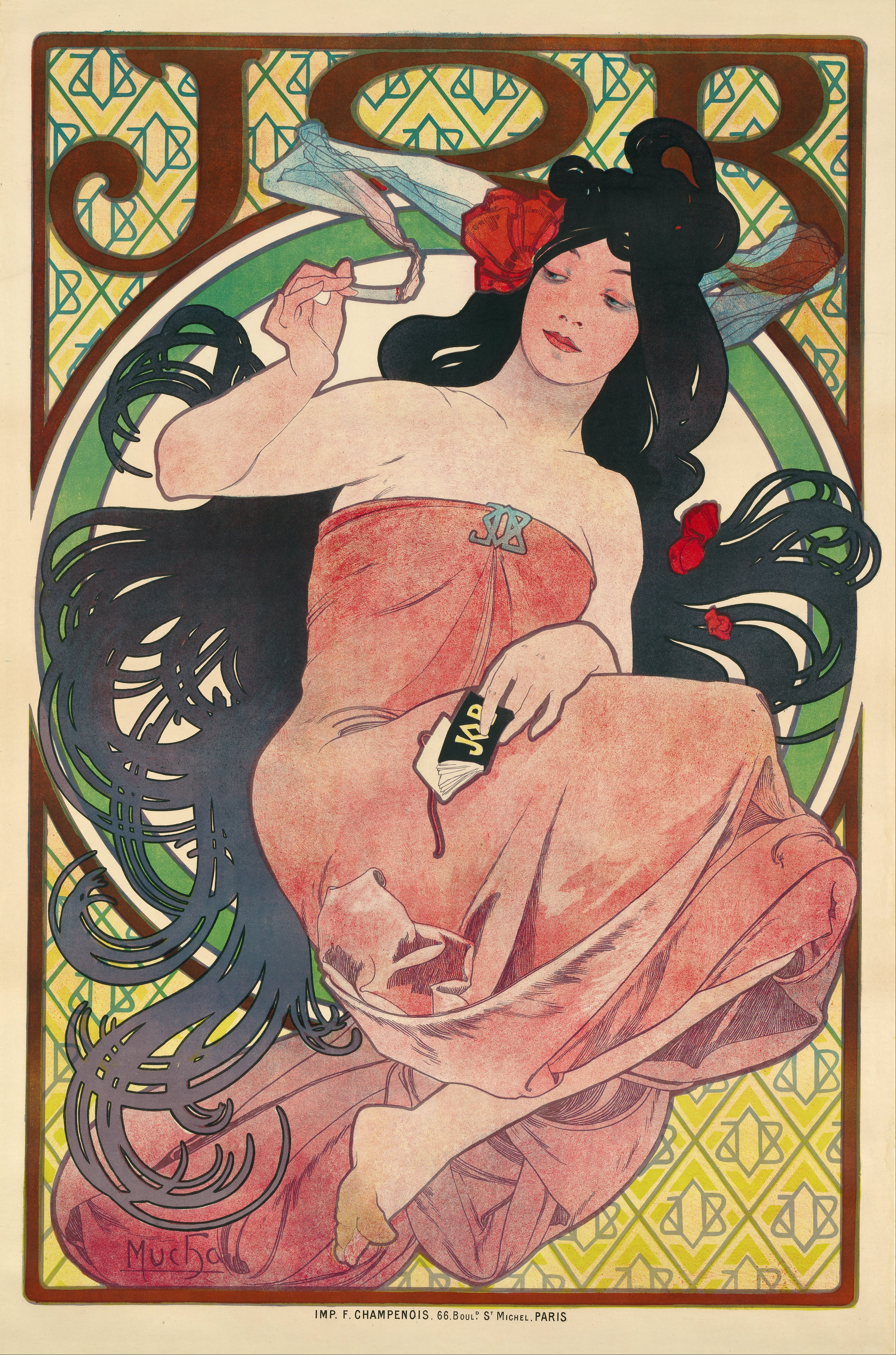

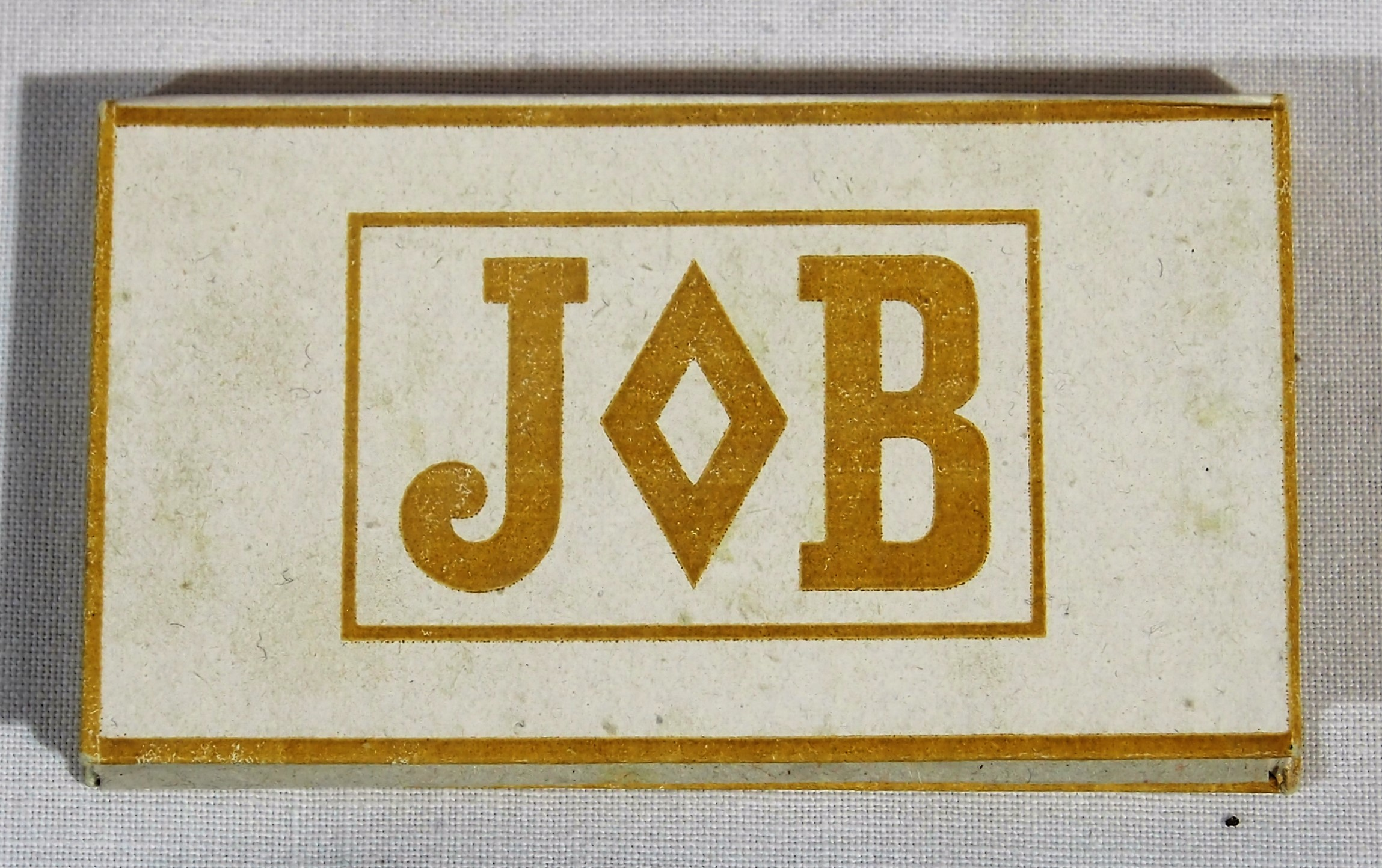

جي او بي (للف الورق) هي علامة تجارية شهيرة لورق السجائر الذي تنتجه ريبابليك توباكو في بربنية في فرنسا.

## النشأة
عام 1838 توصل حرفي فرنسي يدعى جان باردو إلى فكرة كتيب من أوراق اللف المصنوعة من ورق الأرز النقي الرقيق. كانت علامة باردو التجارية هي الأحرف الأولى «جي بي» مفصولة بألماس كبير. غالبًا ما كان يخطئ المستهلكون في اعتبار الماسة على أنها حرف أوه الكبيرالإنجليزي، الذين بدأوا في الإشارة إلى الأوراق باسم جي أوه بي، وكذلك ولد اسم العلامة التجارية. بحلول عام 1849 تقدم باردو بطلب للحصول على براءة اختراع لـبيبر جي أو بي.
توفي جان باردو في عام 1852. تم بيع العلامة التجارية جي أو بي بالمزاد العلني في أغسطس 1853 واشتراها بيير باردو نجل جان باردو مقابل 16000 فرنك. شكل شقيقه جوزيف باردو شركة منفصلة تصنع أوراق السجائر "لي نيل"، وكان شعارها فيل ضاحك. في يناير 1854، بدأ بيير في صنع غلافه الخاص في بربنيه. تضمنت مجموعة من الأوراق المنكهة عرق السوس واليانسون والفانيليا والعرعر والكافور. شمل الاهتمام الدقيق بالتسويق تطوير أوراق قيمة أو فاخرة، مع صناديق جذابة مصممة للسيدات.
في نهاية عام 1858 اشترى بيير باردو منزلاً كبيرًا في شارع 18 سانت سوفور في بربنيه بمبلغ 40000 فرنك، وهو في الأصل مبنى سكني، قسمه إلى جهة للتصنيع و جهة أخرى لإقامته. كان لدى بيير نافذة سقفية زجاجية مثبتة في مصنعه «فندق دي لي اندستريه دو بيبير أ سيجاريت» للإنارة. حيث تم استخدام هذا المصنع للتصنيع من 1861 إلى 1879 و تم توظيف 80 عامل في 1861. في 1865-66 تم تركيب ورشة للطباعة الحجرية والختم. ومع تزايد أتمتة عملية التصنيع، مدفوعة بالطاقة البخارية تم اقتناء مبنى ثان في شارع سوفور13 ثم مبنى إضافي إلى أن اصبح المبنى كامل مأهولاً. بحلول عام 1889، وظفت شركة جي أو بي 290امرأة و 40 رجلاً.
في أواخر تسعينيات القرن التاسع عشر، استأجرت الشركة محترف في الفن الحديث ألفونس موخا، بالإضافة إلى العديد من الفنانين الآخرين، لتصميم ملصقات إعلانية للعلامة التجارية. رسم موخا إلهة مموجة طويلة الشعر تحمل سيجارة ملفوفة. الصورة مستوحاة من لوحة عرافة ديلفي لمايكلانجلو من كنيسة سيستينا. كانت صورة الملصق شائعة جدًا لدرجة أنها بيعت كطباعة حجرية.
في عام 2008، كلفت الشركة فنان رسم تصويري، يدعى بول هارفي لانشاء حملة دعائية من سلسلة من الملصقات مع إضافة إشارة مرجعية إلى ألفونس موخا. قدم هارفي أشغالاً تعرض أعمالًا مزدوجة شهيرة للتأكيد على رسالة المبيعات لدى «ذا أوريجنال دوبل»، كدليل على حزم الأوراق المزدوجة الحجم من صنع جي أو بي. قال مارك روس مدير وكالة جولورياس كرياتف التي تدير الحملة: إن حماس هارفي للمشروع جاء لأن موخا هو أحد أبطاله، إذ أثار العمل بعض الجدل؛ أيّد جيلبرت وجورج الصور، لكن "ذا مايتي بوش" و ذي وايت سترايبس لم يكونا سعداء بظهوره. روّج "فراسير كي سكوت" مدير "إي جالاري" لـلمزدوح الشهير، وهو عرض للوحات الأصلية المستخدمة في الملصقات، في معرض وانتيد جالاري في نوتينغ هيل.

## كيفية ترويجها
العلامات التجارية 1.0 و 1.25 و 1.5 و 2.0 هي ملكية لشركة "دي أر أل إنتر برايسيز،إلينوي". في يونيو 2020، تم عرض "جب أو بي لورق اللف" في صندوق همبر الشهري. في فيلم ماكسمام أوفردرايف، الذي ظهر فيه إميليو إستيفيز مطاردًا من قبل شاحنات «ممسوسة»، تم عرض شاحنة جي أو بي 1.5 كواحدة من المركبات الرئيسية.
الزواحف، طباعة حجرية عام 1943 بواسطة إيشر، تعرض حزمة من أوراق دحرجة جي أو بي . في فيلم أحلام سعيدة عام 1981، يقول تومي تشونغ إنه تلقى تمويل أوراق جي أو بي. في حلقة من المكتب بعنوان «حفلة الملاحظة»، يمكن مشاهدة ملصق لأوراق جي أو بي على جدار غاب لويس. يشار إلى أن الملصق كان إعلانًا فرنسيًا حقيقيًا لكيلي إيرين هانون. يمكن رؤية أوراق السجائر جي أو بي على الغلاف الأمامي لألبوم فرقة موت ذا هوبل الأول.

## معرض الصور

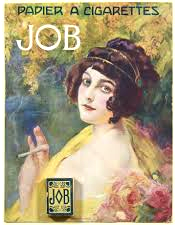
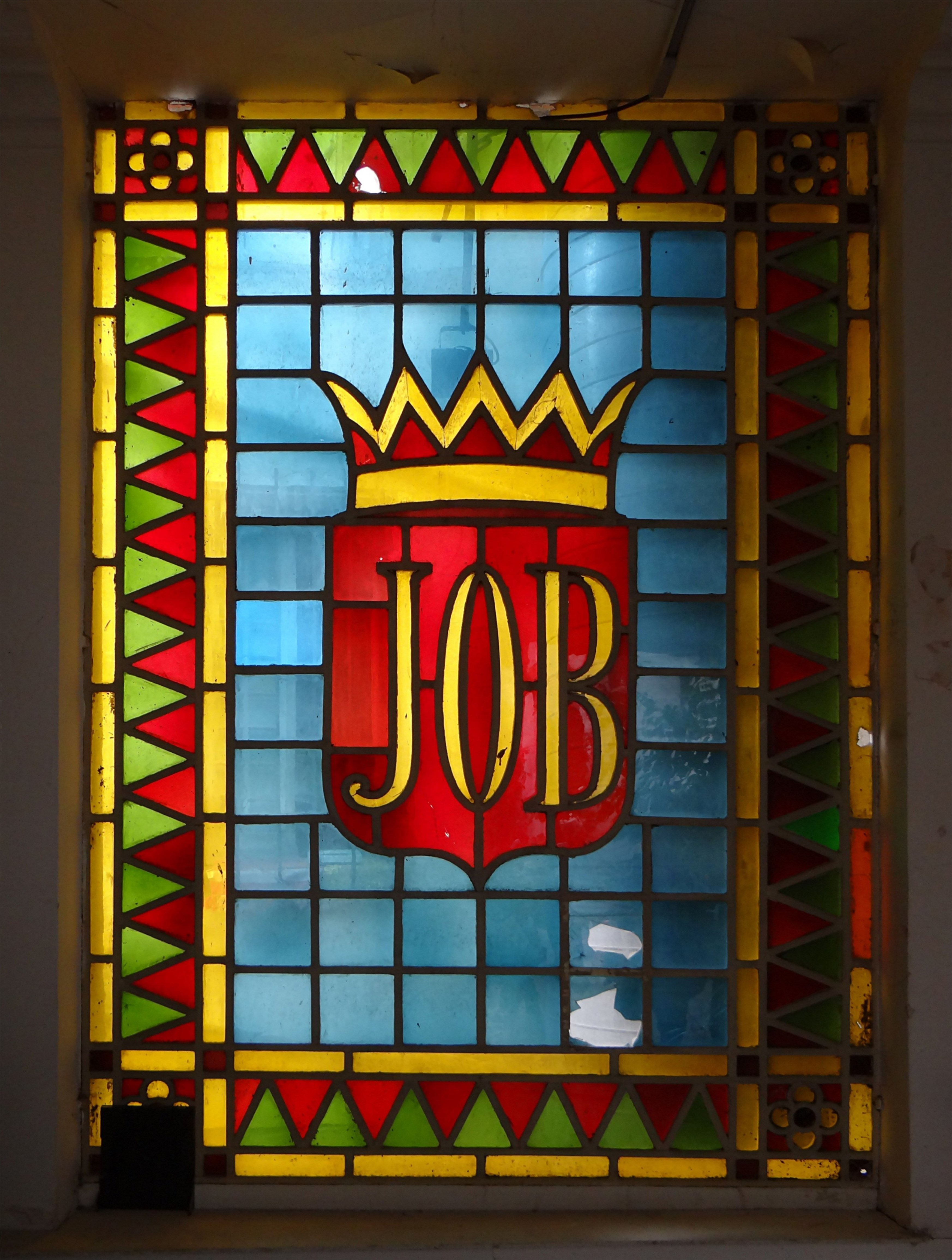
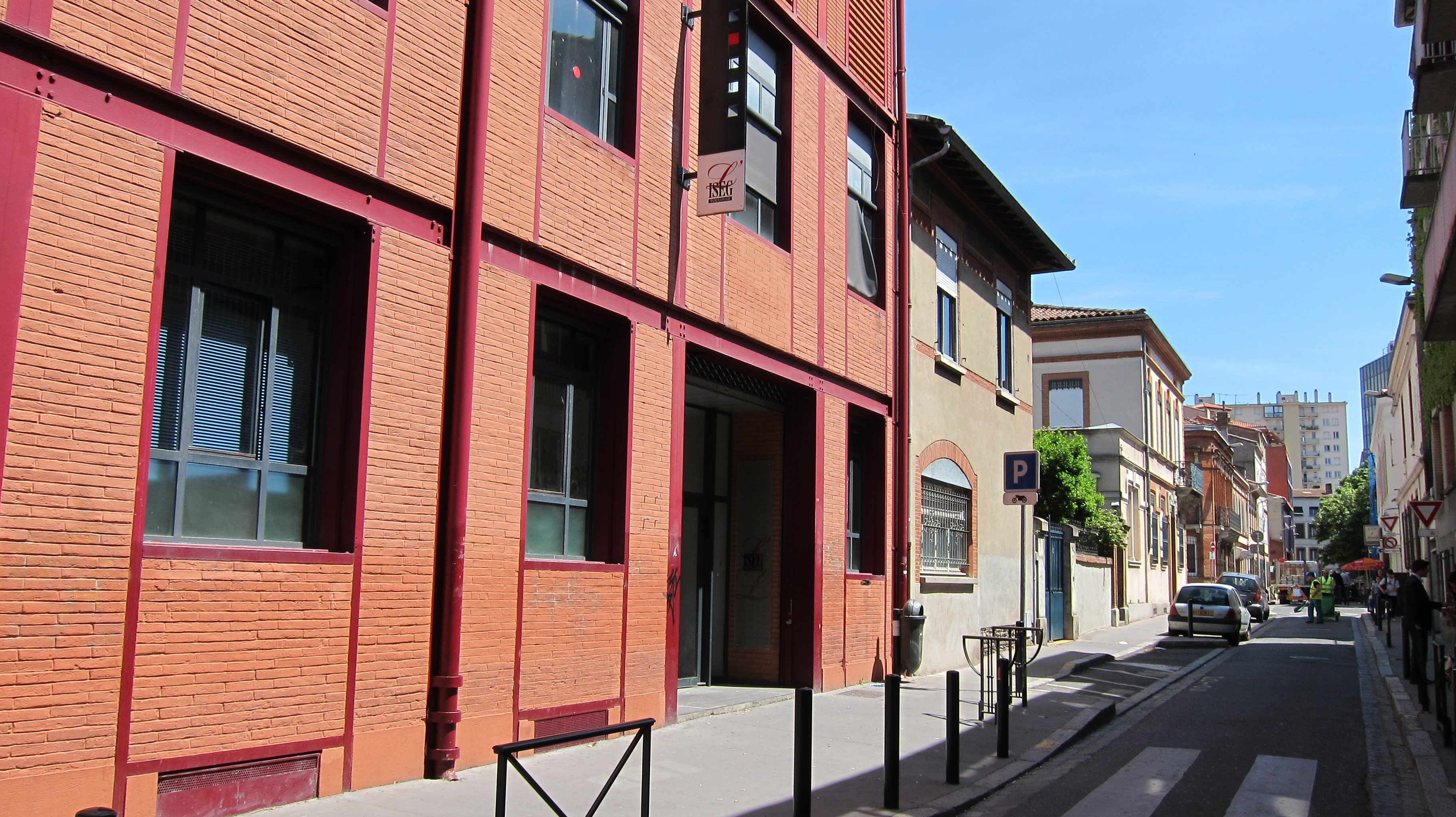
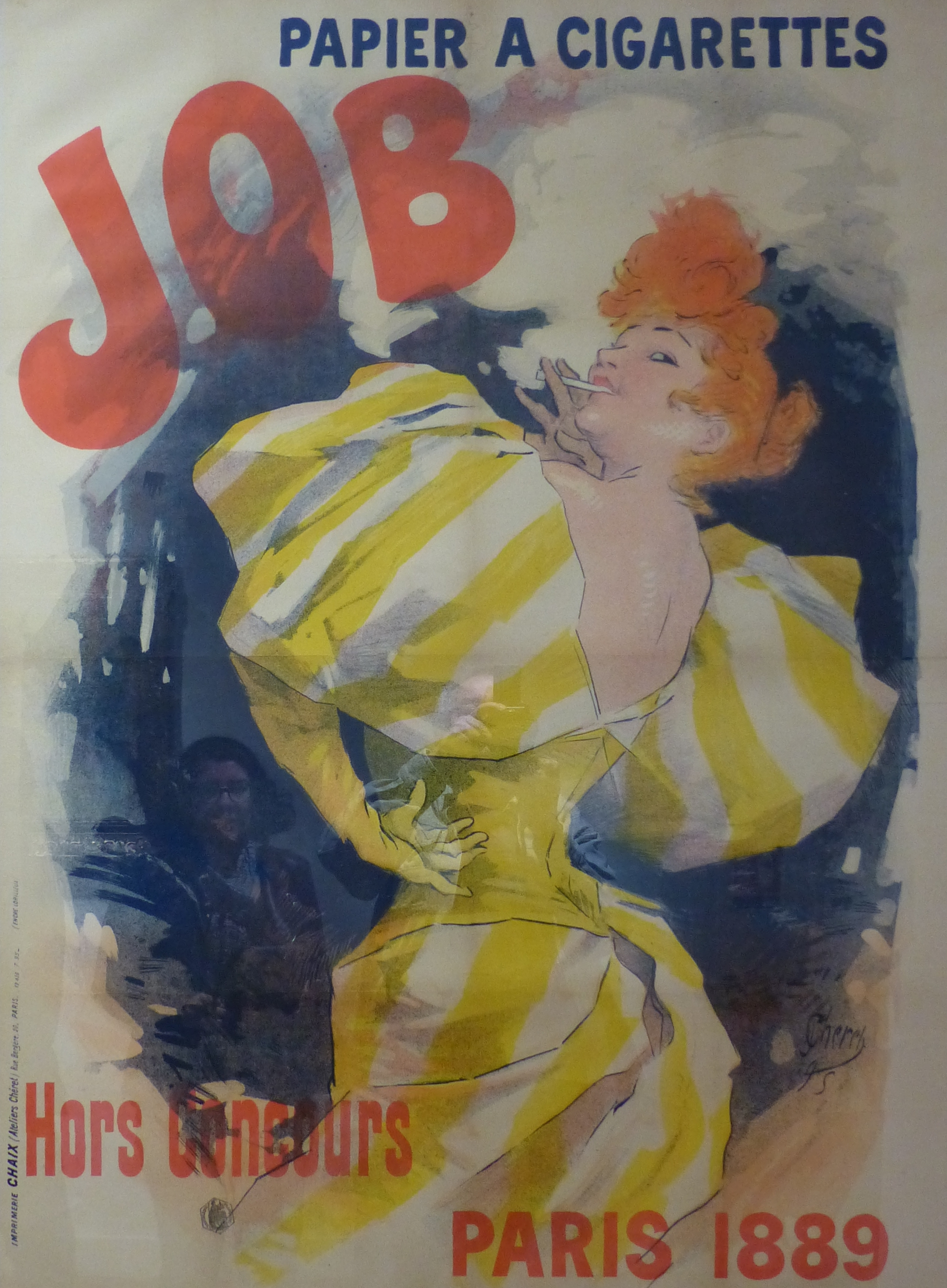
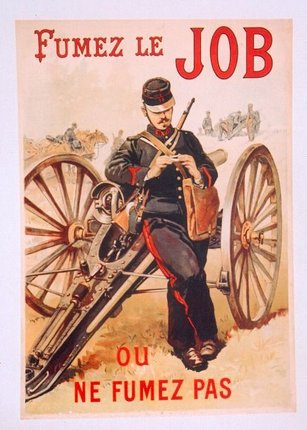